# Лудвиг Йозеф фон Зайн-Витгенщайн-Берлебург
Лудвиг Йозеф фон Зайн-Витгенщайн-Берлебург (на немски: Ludwig Joseph Graf zu Sayn-Wittgenstein-Berleburg; * 10 април 1784, Париж; † 7 юли 1857, Дрезден) е граф на Зайн-Витгенщайн-Берлебург, полковник в пруската войска.

## Произход
Той е вторият син на граф Георг Ернст фон Зайн-Витгенщайн-Берлебург (1735 – 1792) и съпругата баронеса Каролина Жозефина де Кемпфер († сл. 1839), дъщеря на барон Жан Батист дьо Кемпфер и Анна-Франсоаз де Солноас. Внук е на граф Лудвиг Франц фон Зайн-Витгенщайн-Берлебург-Лудвигсбург (1694 – 1750) и графиня Хелена Емилия фон Золмс-Барут (1700 – 1750). Брат е на Йохан/Йозеф Франц (1774 – 1817), Анна Елеонора Шарлота (1776 – 1854) и Август Лудвиг (1788 – 1839).
Баща му Георг Ернст е гилотиран на 2 септември 1792 г. в Париж по време на Френската революция (1789 – 1799).
Лудвиг Йозеф фон Зайн-Витгенщайн-Берлебург умира на 7 юли 1857 г. на 73 години в Дрезден.

## Фамилия
Лудвиг Йозеф фон Зайн-Витгенщайн-Берлебург се жени на 31 декември 1841 г. за графиня Паулина фон Дегенфелд-Шонбург (* 4 юли 1803; † 18 декември 1861, Дрезден), дъщеря на австрийския генерал-майор граф Фридрих Кристоф фон Дегенфелд-Шонбург (1769 – 1848) и графиня Луиза Шарлота Поликсена фон Ербах-Ербах (1781 – 1830), дъщеря на граф Франц фон Ербах-Ербах (1754 – 1823). Те имат три деца:
- Луиза Шарлота Елизабет (* 7 март 1833, дворец Занерц, Хесен; † 28 октомври 1909, Дрезден), омъжена на 2 май 1857 г. в Дрезден за граф Густав фон Манделслох (* 18 януари 1825, Фройденщат; † 13 януари 1872, Рибесбютел), син на граф Фридрих фон Манделслох (1795 – 1870) и графиня Йозефина фон Дегенфелд-Шонбург (1800 – 1877)
- Фридрих Ернст фон Зайн-Витгенщайн-Берлебург (* 5 юни 1837, дворец Занерц, Хесен; † 16 април 1915, Меран), граф, капитан в австрийската войска, женен I. на 6 юни 1861 г. в Добричан, Бохемия, за фрайин Тереза Цеснер фон Шпитценберг (* 9 януари 1841, Добричан; † 1 юни 1887, Грац), дъщеря на фрайхер Винценц Цеснер фон Шпитценберг и графиня Тереза фон Буквой, II. на 16 октомври 1888 г. в дворец Рот, Вюртемберг, за Емилия Луиза София фон Ербах-Ербах (* 18 май 1852, дворец Еулбах, Вюртемберг; † 6 февруари 1919, Бад Хомбург), дъщеря на Франц Еберхард (XV) граф фон Ербах-Ербах (1818 – 1884) и Клотилда фон Ербах-Фюрстенау (1826 – 1871); има 12 деца от първия брак
- Албрехт (* 6 януари 1839; † 1848)